# Salterio di Tiberio

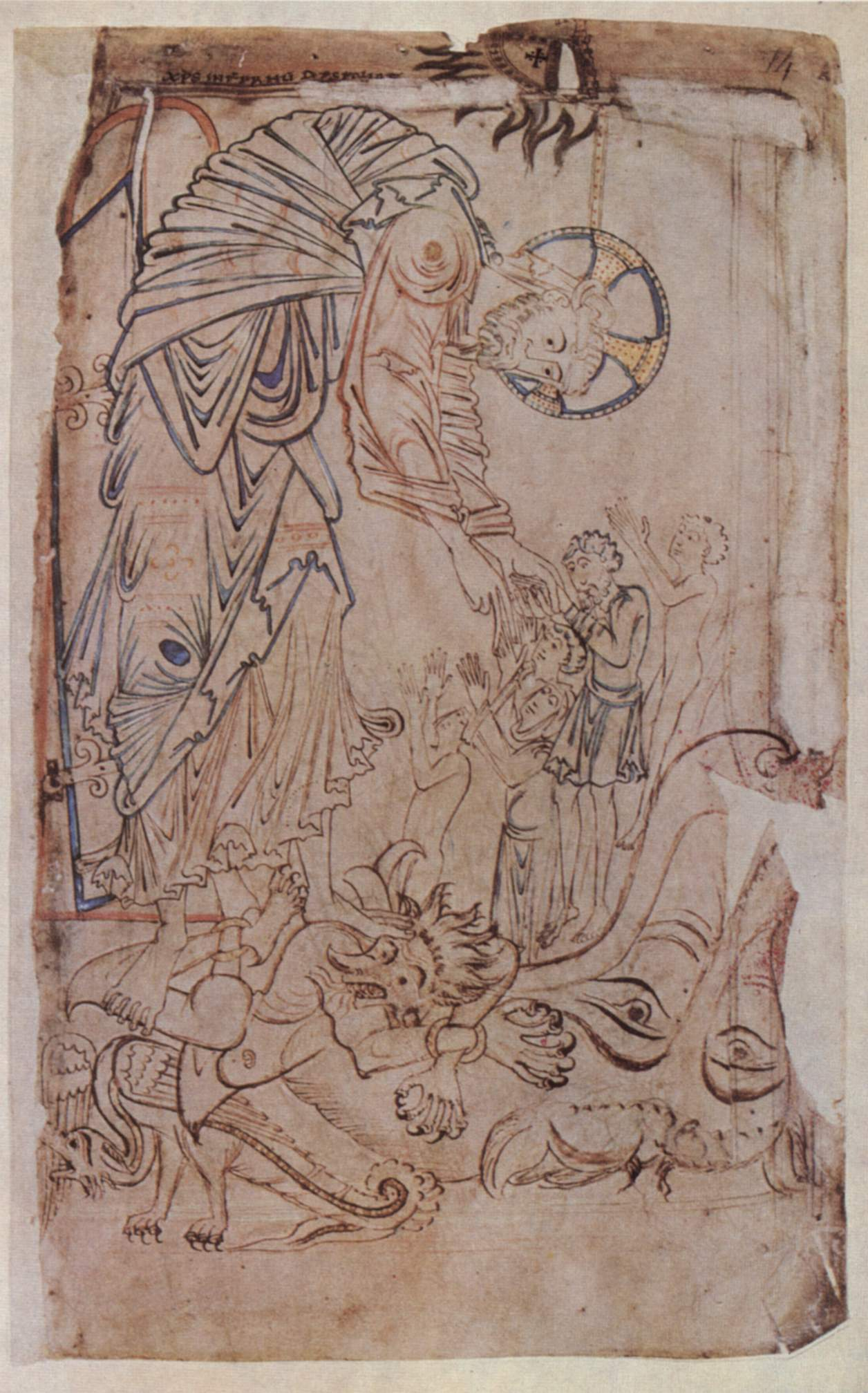
Cristo nel Limbo

Il Salterio di Tiberio (British Library Cotton MS. Tiberius C. VI) è uno degli almeno quattro salteri gallicani che ci sono pervenuti e prodotti a New Minster nella città di Winchester, negli anni prossimi alla conquista normanna dell'Inghilterra; gli altri tre sono il Salterio di Stowe, il Salterio di Vitellius e il Salterio di Lambeth). Il manoscritto è ora consultabile integralmente online sul sito della British Library.
Presenta il primo ciclo conosciuto di miniature di prefazione in un salterio (f. 7v-16r), una struttura che divenne molto popolare nei secoli successivi; il Salterio di St. Albans del XII secolo presenta uno dei cicli più noti e completi di questo genere. 
Il ciclo di Tiberio raffigura le vite di Davide e di Cristo e le collega teologicamente. Le miniature appartengono al cosiddetto "terzo stile" dell'arte tardo-anglosassone; la maggior parte di esse utilizza con grande espressività lo stile inglese del disegno a contorno colorato che si era sviluppato nel secolo precedente; alcune utilizzano uno stile completamente dipinto, come ad esempio il f. 30v, con il ritratto di Davide in trono.
Non c'è unanimità riguardo la datazione del manoscritto e si passa dalla "metà dell'XI secolo", o "intorno al 1050", al "terzo quarto dell'XI secolo" secondo la British Library nel 2016.
Il manoscritto è incompleto ed è stato danneggiato nell'incendio della Cotton Library del 1731, asportando gli angoli superiori di ciascuna delle prime pagine. È stato rilegato nel 1894, con i fogli montati singolarmente in un libro di dimensioni maggiori. Le 129 pagine originali misurano circa 248 x 146 mm. Dopo il contenuto iniziale, ci sono 24 pagine con disegni, 5 che illustrano la vita di Davide e 11 quella di Cristo. C'è un'ampia bordura iniziale e miniata con fogliame d'acanto in stile Winchester all'inizio delle sezioni principali del libro come, ad esempio, all'inizio del Salmo 1 (f. 31r).
È presente una glossa interlineare continua in inglese antico dei salmi e altro materiale in lingua volgare.

## Galleria d'immagini

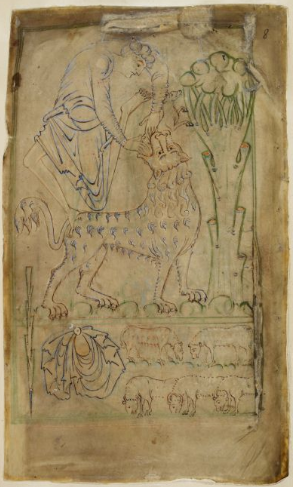
F. 8r, Davide e il Leone
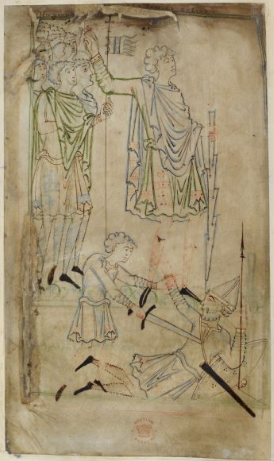
F. 8v, Davide di fronte a Golia
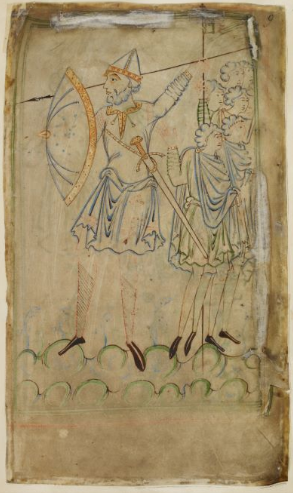
F. 9r, Golia ucciso
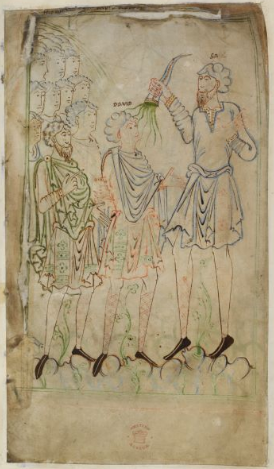
F. 9v, Saul and Davide
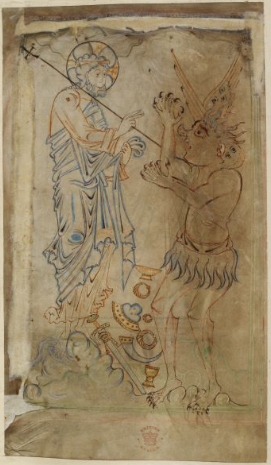
F. 10v, Tentazioni di Cristo
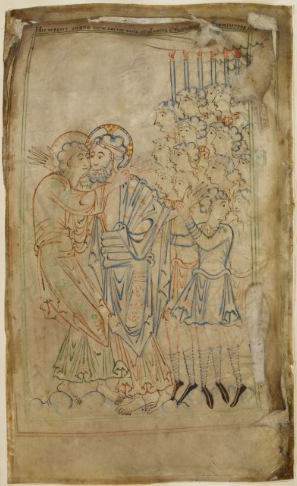
F. 12r, Arresto di Cristo
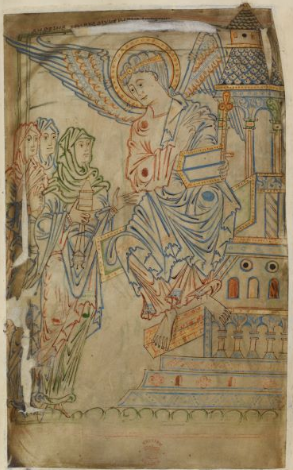
F. 13v, Le donne al sepolcro
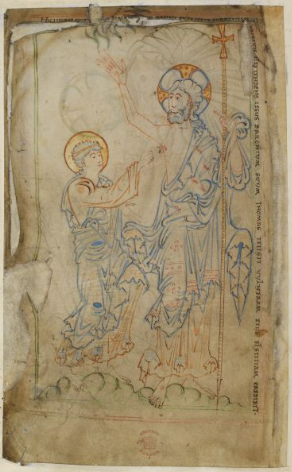
f. 14r. Il dubbio di Tommaso
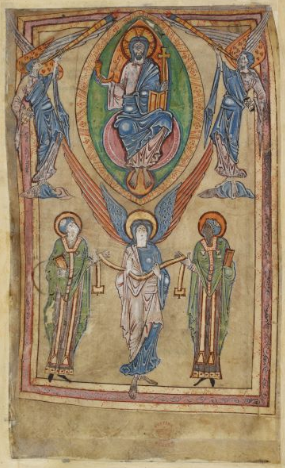
F. 18v, Maestà di Cristo
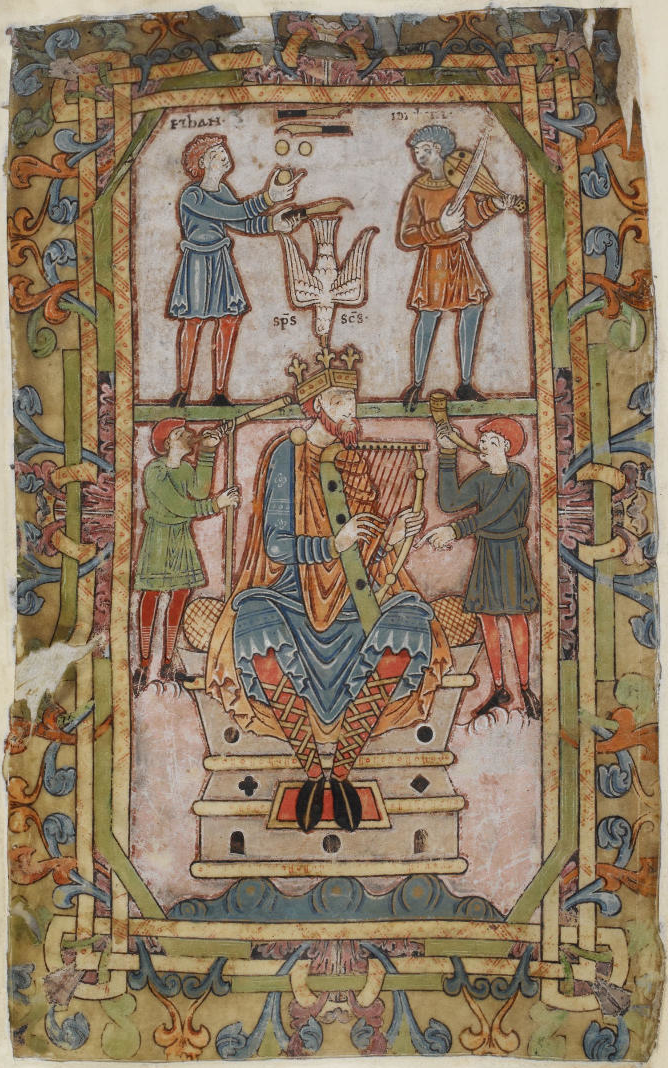
F. 30v, Davide in trono
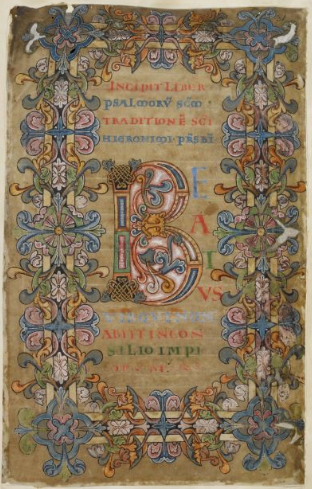
F. 31r Capolettera di Beato
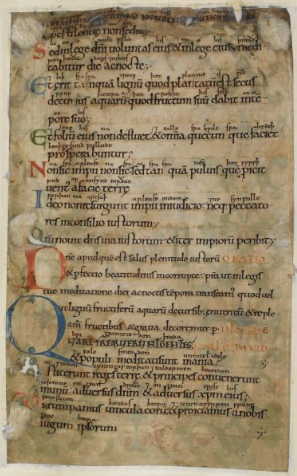
F. 31v Pagina con Salmo